# نشان عمومی فلسطین تحت قیمومت
نشان عمومی فلسطین تحت قیمومت بریتانیا تاجی بود که زیر آن عبارت «کمیسریای عالی فلسطین» (به انگلیسی: Palestine High Commissioner) نوشته شده بود.